# 浅香唯ファースト・コンサート Over The Rainbow
『浅香唯ファースト・コンサート Over The Rainbow』は、1987年9月から11月に行われた、浅香唯のコンサート・ツアーである。

## 日程・会場
1987年09月12日　名古屋市民会館

1987年09月15日　日比谷野外音楽堂

1987年09月17日　京都会館第一ホール

1987年09月18日　大阪厚生年金会館

### 追加公演
1987年09月27日　常盤ハワイアンセンター

1987年10月03日　茨城県立県民文化センター

1987年11月01日　よみうりランドEAST

## 曲目
01. 風のWings

02. TO BE LATE

03. ふたりのMoon River

04. 夏少女

05. 舞い姫

06. こんなに涙がこぼれるなんて

07. アメリカン・ポップス・メドレー

　　ロコモーション

　　〜悲しき街角

　　〜ハロー・メリールー

　　〜フリンセス・プリンセス

08. 虹のDreamer

09. ピンクのクリスタル

10. 人魚の涙

11. ヤッパシ…H!

12. STAR

13. 瞳にSTORM

14. 千年天使

15. GOAL

－アンコール－

16. コンプレックスBANZAI!!

17. WEEKEND GIRLS

18. 虹のDreamer